# 西关街道 (潍坊市)
西关街道，是中华人民共和国山東省潍坊市潍城区下辖的一个乡镇级行政单位。

## 行政区划
西关街道下辖以下地区：
西关大街社区、西园社区、胜利西社区、月河社区、前进街社区、苗圃社区、高家东社区、黄家庄社区、南三里社区、大胥家社区、营子社区、马良冢子社区、高家社区、小许家社区、于家社区、南小于河社区、北三里社区和北小于河社区。